# Histoire de l'observation de Mars
Cet article traite de l'histoire de l'observation de Mars depuis la Terre, c'est-à-dire avec des télescopes, pour l'observation in situ, voir l'article Exploration du système martien.

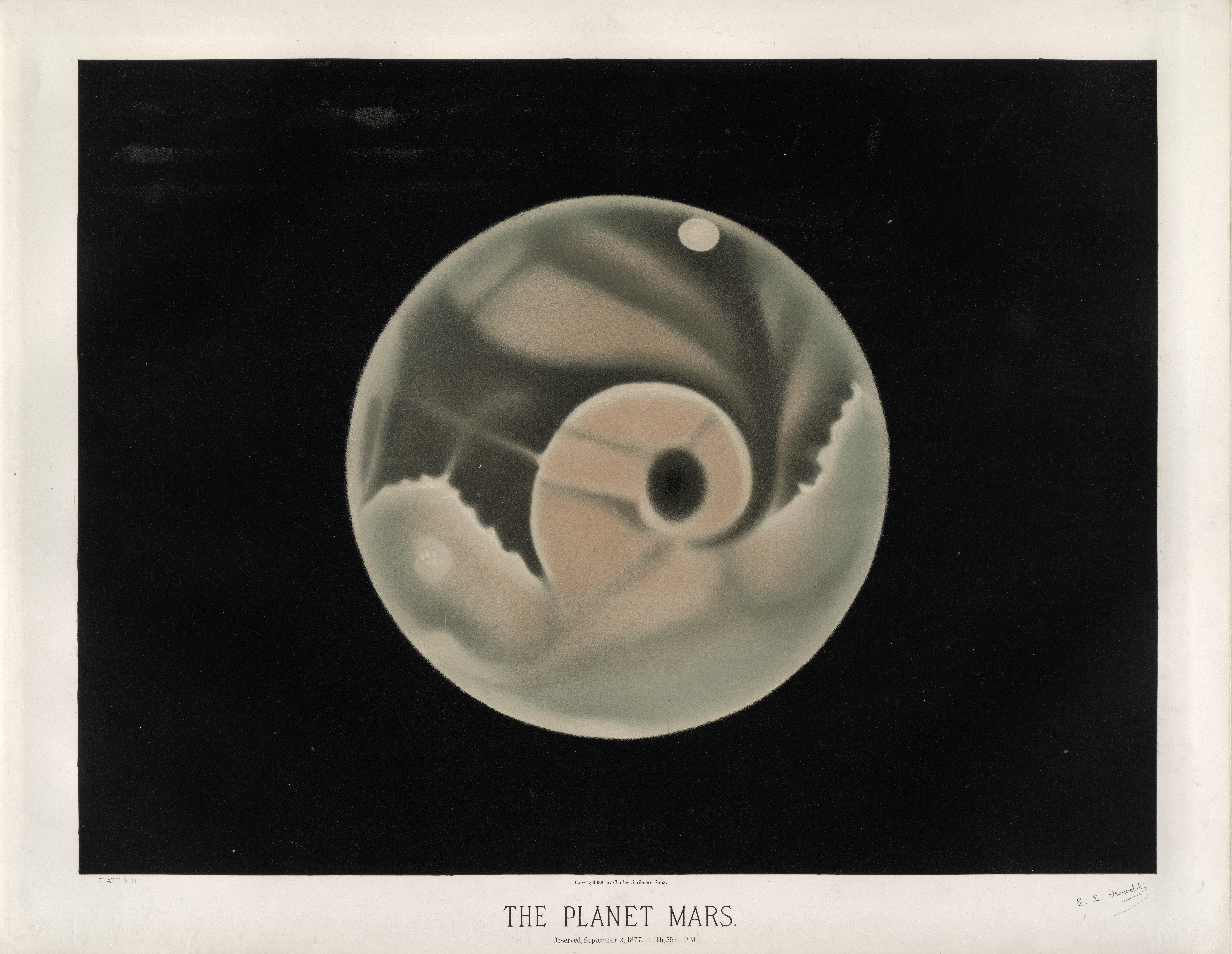
Dessin en couleur de la planète Mars réalisé en 1877 par l'astronome français Étienne Léopold Trouvelot.

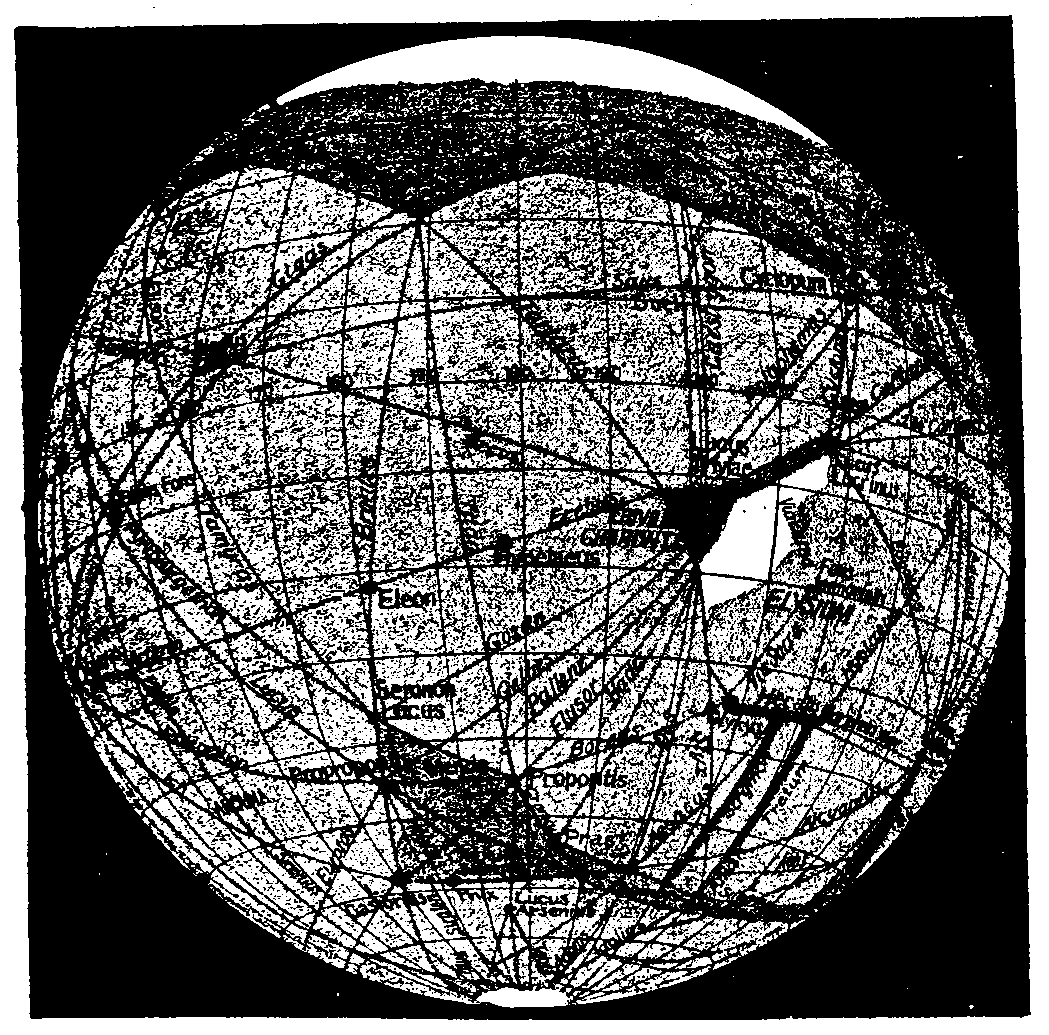
Dessin de Percival Lowell datant de 1911 illustrant les canaux martiens qu'il a découverts.

Les premières traces de l'histoire de l'observation de Mars, c'est-à-dire l'observation de la planète Mars depuis la Terre, remontent à l'époque des astronomes de l'Égypte antique, au IIe millénaire av. J.-C. Les premiers écrits chinois à propos des mouvements de la planète rouge datent d'avant la fondation de la dynastie Zhou (1045 av. J.-C.). Des observations détaillées des positions de Mars furent faites par les astronomes babyloniens qui perfectionnèrent des techniques d'arithmétique afin de prévoir les futures positions de la planète. Les philosophes de la Grèce antique et les astronomes de l'époque hellénistique développèrent des modèles géocentriques pour expliquer ces mouvements. Les astronomes indiens et arabes, quant à eux, estimèrent la taille de Mars et sa distance par rapport à la Terre. Au XVIe siècle, Nicolas Copernic proposa un modèle héliocentrique pour le Système solaire dans lequel les planètes suivaient des orbites circulaires autour du Soleil. Ce modèle fut corrigé par Johannes Kepler, donnant à Mars une orbite elliptique, en adéquation avec les données astronomiques de l'époque.
La première observation de Mars au télescope fut réalisée en 1610 par Galilée. En un siècle, les astronomes découvrirent les principales formations d'albédo de la planète comme la tache sombre de Syrtis Major Planum ou les étendues de glace situées aux pôles (Planum Australe et Planum Boreum). Et lorsque Mars se rapprochait le plus possible de la Terre (durant son opposition avec le Soleil), ils furent capables de donner l'inclinaison et la période de rotation de la planète. Le perfectionnement des télescopes au début du XIXe siècle permit de cartographier en détail les formations d'albédo martiennes permanentes. La première carte de Mars, grossière, fut publiée en 1840, suivie par d'autres cartes plus détaillées en 1877. Quand les astronomes pensèrent, à tort, qu'ils avaient détecté la signature spectroscopique de l'eau dans l'atmosphère martienne, l'hypothèse d'une vie martienne devint populaire auprès du grand public. Cette idée fut alimentée par la découverte des canaux martiens par Percival Lowell, supposés être des canaux artificiels d'irrigation. Mais ces canaux se révélèrent être en réalité des illusions d'optique et l’atmosphère se révéla trop mince pour abriter un environnement similaire à celui de la Terre.
Les nuages jaunes de Mars furent observés depuis les années 1870, l'astronome Eugène Antoniadi suggérant qu'il s'agissait de poussière ou de sable soufflé par le vent. Durant les années 1920, la température de Mars fut mesurée entre −85 et 7 °C et l'atmosphère fut jugée trop aride, composée seulement de traces d'oxygène et d'eau. En 1947, Gerard Kuiper montra que la fine atmosphère martienne contenait beaucoup de dioxyde de carbone, près du double de la quantité trouvée dans l'atmosphère terrestre. La première nomenclature standardisée pour les formations d'albédo martiennes fut adoptée en 1960 par l'Union astronomique internationale. Depuis les années 1960, Mars fait l'objet de multiples missions robotisées, explorant la planète depuis son orbite et sa surface. La planète reste cependant sous l'observation d'appareils basés au sol ou en orbite autour de la Terre, utilisant une large gamme du spectre électromagnétique. La découverte sur Terre de météorites provenant de Mars a permis d'étudier en laboratoire l’environnement chimique de la planète.

## Premières traces de l'observation de Mars (-2000)

Lecture du mouvement rétrograde de Mars.

L'existence de Mars comme un objet errant dans le ciel nocturne a été observée par les astronomes de l'Égypte antique, au IIe millénaire av. J.-C. Les astronomes égyptiens étaient familiers du mouvement rétrograde de la planète Mars, qui lui fait décrire dans le ciel une trajectoire opposée à sa direction réelle. Mars était représentée sur le plafond de la tombe de Séthi Ier, sur le plafond du Ramesséum ainsi que sur la carte stellaire de Sénènmout. Cette dernière, datant de 1534 av. J.-C., est la plus ancienne carte stellaire fondée sur la position des planètes connues.
Durant la période de l'empire néo-babylonien, les astronomes babyloniens procédaient à des observations systématiques des positions et des comportements des planètes. Pour Mars, ils savaient qu'elle effectuait 37 périodes synodiques, soit 42 circuits du zodiaque, tous les 79 ans. Ils inventèrent à cet effet des méthodes arithmétiques pour effectuer des corrections mineures à la prédiction de la position des planètes. Ces techniques étaient essentiellement dérivées des mesures du temps, quand Mars passe au-dessus de l'horizon, plutôt que des positions de la planète sur la sphère céleste, qui étaient alors connues avec moins de précision,.
Les premières archives chinoises des apparitions et des mouvements de Mars datent d'avant la fondation de la dynastie Zhou (1045 av. J.-C.) et sous la dynastie Qin (221 av. J.-C.), les astronomes maintenaient un registre précis des conjonctions planétaires, incluant celles de Mars. Des occultations de Mars par Vénus furent observées en 368, 375 et 405. La période et le mouvement orbital de la planète furent calculés sous la dynastie Tang (618),.
Les débuts de l'astronomie de la Grèce antique furent influencés par les connaissances reçues de la culture mésopotamienne. Les Babyloniens associant Mars à Nergal, leur divinité infernale responsable de la guerre et de la pestilence, les Grecs associèrent donc Mars à Arès, leur dieu de la guerre. Durant cette période, les Grecs ne portaient pas grande attention au mouvement des planètes. Le poème grec d'Hésiode, Les Travaux et les Jours (650 av. J.-C.) n'en faisant à aucun moment mention.

## Modèles orbitaux (-400 - 1600)

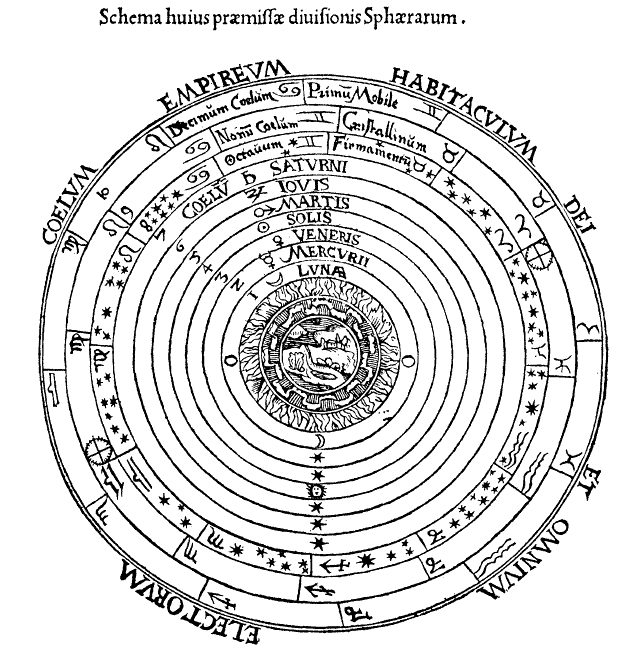
Schéma de 1524 montrant la conception géocentrique de l'Univers.

Les Grecs utilisaient le mot planēton pour désigner les sept corps célestes qui se déplaçaient par rapport aux étoiles en arrière-plan et avaient une conception géocentrique du déplacement de ces corps autour de la Terre. Dans son célèbre ouvrage La République, le philosophe grec Platon donna la plus ancienne déclaration définissant l'ordre des planètes dans la tradition astronomique grecque connue. Il lista, dans l'ordre croissant de distance à la Terre: la Lune, le Soleil, Vénus, Mercure, Mars, Jupiter, Saturne, puis les étoiles fixes. Dans son dialogue Timée, Platon proposa que la progression de ces corps dépend de leur distance à la Terre, le corps le plus éloigné se déplaçant le plus lentement.
Aristote, un élève de Platon, observa une occultation de Mars par la Lune en 365 av. J.-C.. Il en conclut que Mars devait se trouver plus loin que la Lune et nota que d'autres occultations d'autres astres avaient été observées par les Égyptiens et les Babyloniens,. Il utilisa ces preuves observées pour défendre le séquençage grec des planètes. Son ouvrage De Caelo («Du Ciel» en français) présente un modèle de l'univers dans lequel le Soleil, la Lune et les planètes tournent autour de la Terre à des distances fixes. Une version plus sophistiquée du modèle géocentrique fut développée par l'astronome grec Hipparque dans laquelle il proposa que Mars se déplace le long d'une piste circulaire appelée épicycle qui, à son tour, tourne en orbite autour de la Terre sur un grand cercle appelé déférent, ceci afin d'expliquer le mouvement rétrograde de Mars,.

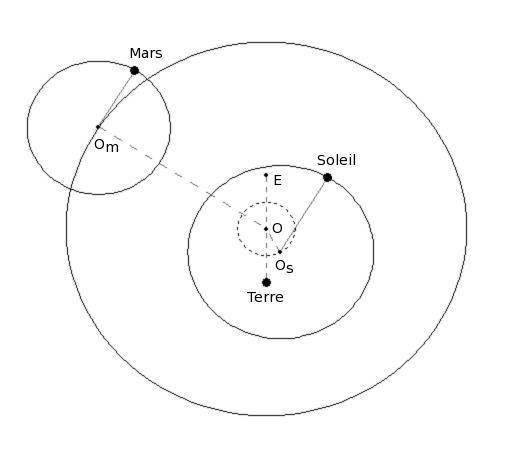
Trajectoire de Mars d'après le système géocentrique de Ptolémée. Le point E est l'équant ; O est le centre de l'excentrique, tracé en pointillés. Les droites (Om-Mars) et (Os-Soleil) restent toujours parallèles entre elles.

En Égypte romaine (IIe siècle), Ptolémée s'attela à résoudre le problème du mouvement orbital de Mars. En effet, les observations montraient que la planète rouge semblait se déplacer 40 % plus vite d'un côté de son orbite que de l'autre, ce qui allait à l'encontre du modèle aristotélicien du mouvement uniforme. Il modifia donc le modèle de mouvement planétaire en ajoutant l'équant un modèle mathématique expliquant que la vitesse angulaire d'un corps stellaire (en l’occurrence Mars) n'est plus constante vis-à-vis du centre du cercle mais vis-à-vis d'un point distinct de celui-ci, le point équant. Il proposa donc un nouvel ordre des planètes, par distance croissante à la Terre : la Lune, Mercure, Vénus, le Soleil, Mars, Jupiter, Saturne, puis les étoiles fixes. Les travaux et modèles astronomiques de Ptolémée furent regroupés dans son ouvrage l'Almageste qui devint le traité de référence de l'astronomie occidentale pour les quatorze siècles suivants.
Au Ve siècle, le traité d'astronomie indien Surya Siddhanta estima la taille angulaire de Mars à 2 minutes d'arc (1°/60) et sa distance par rapport à la Terre à 10 433 000 km soit 1 296 600 yojana (un yojana représentant environ 8 km dans le Surya Siddhanta). De ces mesures, ils évaluèrent le diamètre de Mars à 6 070 km (754,4 yojana) soit moins de 11 % d'erreur par rapport à la valeur actuellement admise de 6 788 km. Toutefois, cette estimation était fondée sur une estimation inexacte de la taille angulaire de la planète. Le résultat fut peut-être influencé par le travail de Ptolémée qui donna à Mars une taille angulaire de 1,57 minutes d'arc. Ces deux estimations étaient significativement supérieures à celle obtenues plus tard par télescope.
En 1543, l'astronome polonais Nicolas Copernic publia un modèle héliocentrique dans son ouvrage Des révolutions des sphères célestes. Cette approche plaçait la Terre en orbite autour du Soleil entre les orbites circulaires de Vénus et de Mars. Son modèle expliqua avec succès pourquoi les planètes Mars, Jupiter et Saturne étaient de l'autre côté du ciel par rapport au Soleil quand elles étaient au milieu de leurs mouvements rétrogrades. Copernic fut ainsi capable de trier correctement les planètes selon leur ordre héliocentrique en se basant sur leur période orbitale autour du Soleil. Sa théorie s'imposa auprès des astronomes européens, en particulier après la publication des Tables pruténiques en 1511 par l'astronome allemand Erasmus Reinhold qui utilisaient le modèle de Copernic pour calculer les positions des corps du Système solaire.
Le 13 octobre 1590, l'astronome allemand Michael Maestlin observa une occultation de Mars par Vénus. Un de ses élèves, Johannes Kepler, devint rapidement un adepte du système copernicien. Après la fin de ses études, celui-ci fut l'assistant du noble et astronome danois Tycho Brahe. Grâce à l'accès accordé aux observations détaillées de Mars de Tycho, Kepler travailla à un assemblage mathématique pour remplacer les Tables pruténiques. Après avoir échoué à plusieurs reprises à fixer le déplacement de Mars sur une orbite circulaire comme l'exige le système copernicien, il parvint à faire correspondre les observations de Tycho en supposant que l’orbite de Mars était elliptique et que le Soleil était situé à un des foyers. Ce modèle devint la base des lois de Kepler, décrivant les mouvements des planètes autour du Soleil et publiées en plusieurs volumes dans son ouvrage Epitome astronomia Copernicanae (Épitomé de l'astronomie copernicienne) entre 1615 et 1621.
| |  | |
| Illustration des mouvements de Mars par rapport à la Terre provenant de l'ouvrage Astronomia nova (1609). |  | Modèle informatique moderne illustrant les oppositions de Mars, correspondant au modèle de Kepler. |

## Les premières observations télescopiques (1600 - 1800)
Lorsque Mars est le plus proche de la Terre, sa taille angulaire est de 25 secondes d'arc ce qui est beaucoup trop petit pour obtenir des informations sur la planète à l'œil nu. Ainsi, avant l'invention du télescope, rien n'était connu de la planète à part sa position dans le ciel. Le savant italien Galilée fut la première personne connue utilisant un télescope pour effectuer des observations astronomiques. Ses textes indiquent qu'il commença à observer Mars à travers un télescope en septembre 1610. Cet instrument était trop primitif pour afficher tous les détails de la surface de la planète, Galilée a donc décidé d'observer si Mars montrait des phases d'obscurité partielle, comme le font Vénus ou la Lune. Même s'il était incertain de son succès, il nota en décembre 1610 que la taille angulaire de Mars avait diminué. L'astronome polonais Johannes Hevelius parvint à observer une phase de Mars en 1645.

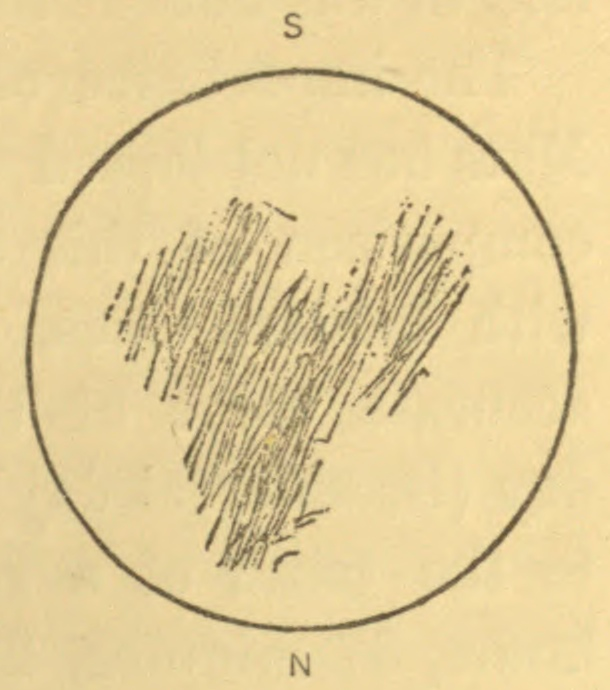
Dessin du globe martien réalisé en 1659 par Huygens, montrant la tache sombre de Syrtis Major Planum.

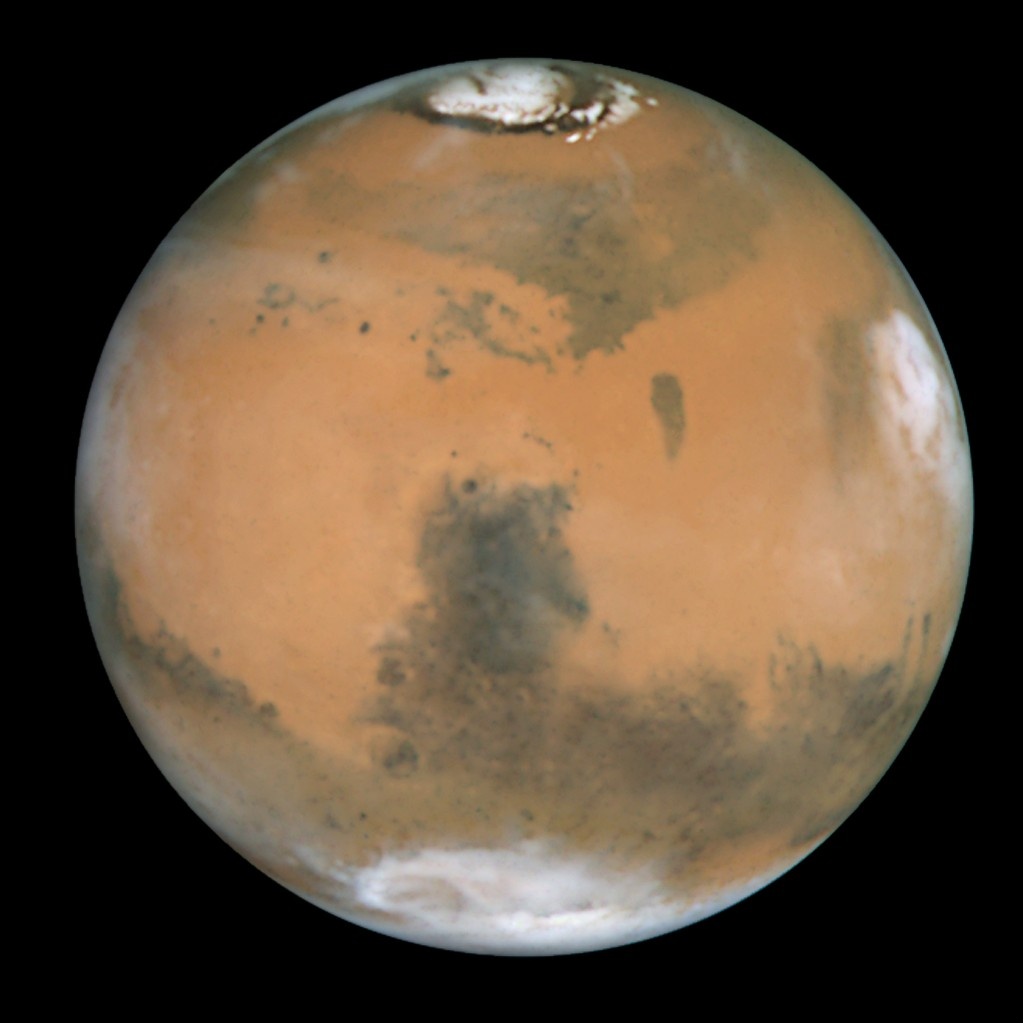
Photographie réalisée par le télescope spatial Hubble montrant Syrtis Major et les calottes glaciaires, premières taches d'albédo martiennes observées.

Le prêtre jésuite Daniello Bartoli rapporta avoir vu deux taches sombres sur Mars. Lors des oppositions de 1651, 1653 et 1655, quand Mars passa le plus près de la Terre, l'astronome italien Giovanni Battista Riccioli et son élève Francesco Grimaldi notèrent des taches réfléchissantes sur la planète rouge. La première personne à réaliser une carte de Mars montrant des caractéristiques de la surface de la planète fut l'astronome hollandais Christiaan Huygens. Le 28 novembre 1659, il dessina une carte sur laquelle figure une région sombre aujourd'hui connue sous le nom de Syrtis Major Planum et peut-être l'une des deux calottes polaires. La même année, il réussit à mesurer la période de rotation de la planète, d'environ 24 heures. Il fit une estimation approximative du diamètre de Mars, devinant qu'il représentait 60 % de celui de la Terre, une estimation proche de la valeur en vigueur aujourd'hui, estimée à 53 %. La première mention d'une des deux calottes polaires martiennes fut peut-être faite par Giovanni Domenico Cassini en 1666, lorsqu'il remarqua une tache blanche au sud de la planète, aujourd'hui connue sous le nom de Planum Australe. Cette même année, il utilisa l'observation de ces marques pour déterminer une période de rotation de 24 h et 40 min, une valeur qui diffère de la valeur actuelle de seulement 3 minutes. En 1672, Huygens remarqua une tache blanche floue au pôle nord.
Après que Cassini fut devenu le premier directeur de l'observatoire de Paris en 1671, il aborda le problème de l'échelle physique du Système solaire. La taille relative des orbites des planètes était connue grâce à la troisième loi de Kepler, il suffisait donc de connaître la taille d'une seule des orbites pour déterminer la taille de toutes les autres. Pour cela, Cassini mesura la position de Mars par rapport aux étoiles en différents points de la Terre, et mesura ainsi la parallaxe diurne de la planète. Au cours de cette année, la planète se situait au point de son orbite le plus rapproché du Soleil (à la périhélie) et était particulièrement proche de la Terre. Cassini et l'astronome français Jean Picard déterminèrent la position de Mars par rapport à Paris tandis que l'astronome Jean Richer, à 7 000 km de Paris, détermina la position de Mars par rapport à Cayenne, en Amérique du Sud. Le but de la mesure de la parallaxe de Mars par Richer était de fixer la distance Terre-Mars au moment de l'observation, le rayon terrestre étant connu avec précision par les récentes mesures de Picard. Ainsi on obtiendrait l'échelle du système solaire par la Troisième Loi de Kepler. La parallaxe de Mars mesurée par Cassini, Picard et Richer est 25", impliquant pour celle du Soleil 9,5". Ces données permettent d'évaluer la distance Terre-Soleil, c'est-à-dire l'unité astronomique, à (57060x360x360x3600)/(2πx2πx9,5) ≈ 7,098 x 1010 toises (ou environ 138 millions de kilomètres). La valeur admise actuellement pour la parallaxe de Mars est 8,794". La mesure de 1673 sous-évalue ainsi la valeur exacte de l'unité astronomique d'environ 8,5 %, car 1 U.A. vaut actuellement 149 597,87 km. Compte tenu de l'instrumentation assez précaire de l'époque, la valeur de parallaxe obtenue par Cassini, Richer et Picard ne différa que de 10 % de la valeur correcte actuellement admise,. Ce résultat fut soutenu par l'astronome anglais John Flamsteed.
En 1704, l'astronome franco-italien Giacomo Filippo Maraldi fit une étude systématique de la calotte polaire australe et observa que sa forme variait en fonction de la rotation de la planète, ce qui indiquait que la calotte n'était pas centrée sur le pôle. Il observa aussi que sa taille variait avec le temps,. L'astronome allemand naturalisé anglais Sir William Herschel commença à observer Mars en 1777 et en particulier ses calottes polaires. En 1781, il nota que la calotte australe apparaissait « extrêmement grande » et que le pôle sud était dans l'obscurité les douze mois précédents. Durant l'année 1784, la calotte australe apparut beaucoup plus petite, ce qui amena Herschel à suggérer que les calottes variaient avec les saisons de la planète et donc qu'elles étaient constituées de glace. En 1781, il estima la période de rotation de Mars à 24 h, 39 min et 21,67 s et mesura son obliquité à 28.5°. Il nota que Mars avait une « atmosphère considérable, mais modérée, de sorte que ses habitants jouissent probablement d'une situation à bien des égards semblables aux nôtres »,,,. Entre 1796 et 1809, l'astronome français Honoré Flaugergues remarqua des obscurcissements de « couleur ocre » masquant la surface de Mars. Il s'agit de la première observation connue des tempêtes de poussière martiennes,.

## La période «géographique» (1800 - 1877)

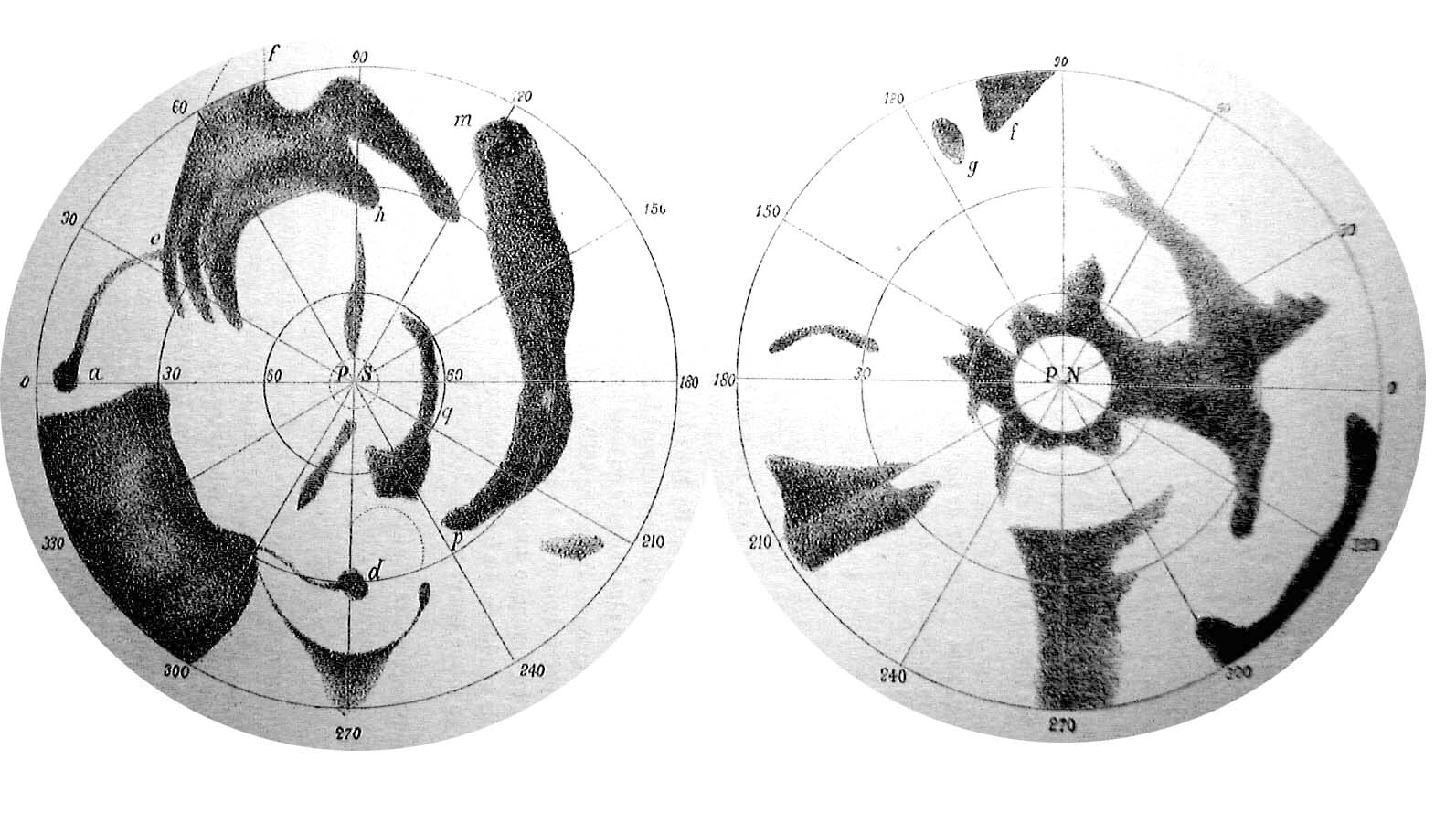
Carte de Mars dessinée par les astronomes allemands Beer et Mädler en 1840.

Au début du XIXe siècle, l'augmentation de la taille et de la qualité des télescopes permit un progrès significatif dans les capacités d'observation. La plus remarquable de ces améliorations fut le doublet achromatique de l'opticien allemand Joseph von Fraunhofer qui permit d'éliminer le coma, un effet optique pouvant fausser les bordures de l'image. En 1812, Fraunhofer parvint à créer une lentille achromatique objective de 190 mm de diamètre. La taille de cette lentille primaire est le facteur principal dans la détermination de la capacité de collecte de lumière et de la résolution d'une lunette astronomique,. Durant l'opposition de Mars de 1830, les astronomes allemands Johann Heinrich von Mädler et Guillaume Beer utilisèrent une lunette Fraunhofer de 95 mm pour étudier intensivement la planète. Ils choisirent une caractéristique située à 8° au sud de l'équateur comme point de référence (caractéristique nommée plus tard Sinus Meridiani et qui devint le méridien zéro de Mars). Au cours de leurs observations, les deux astronomes remarquèrent que la plupart des caractéristiques de la surface étaient permanentes et déterminèrent plus précisément la période de rotation de la planète. En 1840, Mädler utilisa les données de dix ans d'observation pour dessiner la première carte de Mars. Plutôt que de donner des noms aux différentes caractéristiques, Beer et Mädler les marquèrent par des simples lettres. Ainsi, Sinus Meridiani était la caractéristique « a »,,.
Travaillant à l'observatoire du Vatican lors de l'opposition de 1858, l'astronome italien Angelo Secchi remarqua une grande trace triangulaire bleue sur la surface de Mars. Il appela cette trace « Scorpion Bleu ». Cette même formation saisonnière d'apparence nuageuse fut observée par l'astronome anglais Joseph Norman Lockyer et par d'autres observateurs. Durant l'opposition de 1862, l'astronome hollandais Frederik Kaiser réalisa des dessins de Mars. En comparant ses illustrations avec celles réalisées par Huygens et par le philosophe naturaliste anglais Robert Hooke, il fut capable d'affiner la période de rotation de Mars. Sa valeur de 24 h, 37 min et 22,6 s étant précise au dixième de seconde près,.

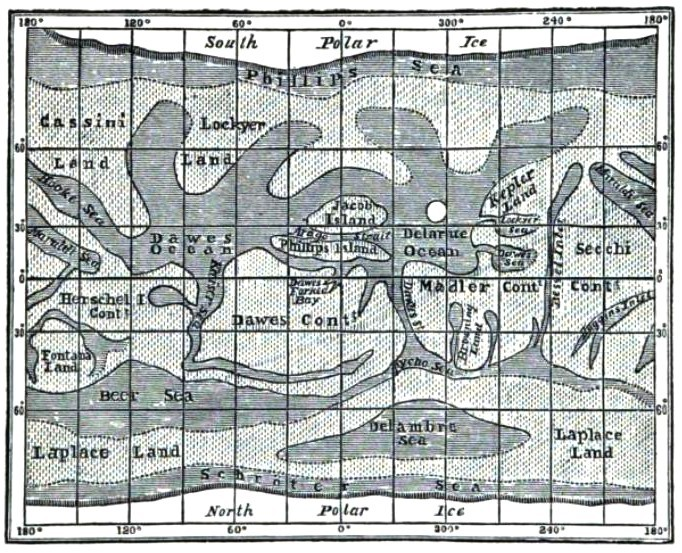
Une version plus récente de la carte de Mars produite par Richard A. Proctor en 1905.

Secchi réalisa quelques-unes des premières illustrations en couleur de la planète Mars en 1863 et utilisa les noms de célèbres explorateurs pour désigner les caractéristiques. En 1869, il observa deux formations linéaires sombres sur la surface qu'il nomma canali, mot italien signifiant « canaux »,,. En 1867, l'astronome anglais Richard A. Proctor créa une carte plus détaillée de la surface s'appuyant sur les dessins de 1864 de l'astronome William Rutter Dawes. Proctor nomma les différentes taches sombres et claires avec les noms d'astronomes anciens et contemporains, qui contribuèrent à l'observation de Mars. Au cours de la même décennie, des cartes et nomenclatures similaires furent réalisées par l'astronome français Camille Flammarion et par l'astronome anglais Nathan Green.
Entre 1862 et 1864, l'astronome allemand Johann K. F. Zöllner développa à l'Université de Leipzig un luxmètre conçu pour mesurer la réflectivité de la Lune, des planètes et des étoiles. Pour Mars, il obtint un albédo de 0,27. Entre 1877 et 1893, les deux astronomes allemands Gustav Müller et Paul Kempf observèrent Mars avec le luxmètre de Zöllner. Ils obtinrent un faible coefficient de phase (la variation de la réflectivité en fonction de l'angle), indiquant que la surface de Mars était lisse et dépourvue de grandes irrégularités. En 1867, l'astronome français Jules Janssen et l'astronome anglais William Huggins utilisèrent des spectroscopes pour examiner l'atmosphère de la planète rouge. Ils comparèrent le spectre visible de Mars avec celui de la Lune. Comme le spectre de cette dernière ne présentait pas de raies d'absorption de l'eau, ils pensèrent avoir détecté la présence de vapeur d'eau dans l'atmosphère de Mars. Ce résultat fut confirmé par l'astronome allemand Hermann C.Vogel en 1872 puis par l'astronome anglais Edward Maunder en 1875 mais sera plus tard remis en question.
Une opposition périhélique particulièrement favorable eut lieu en 1877. L'astronome anglais David Gill profita de cette opportunité pour calculer la parallaxe diurne de Mars depuis île de l'Ascension, le conduisant à une estimation de la parallaxe de 8,78 ± 0.01 secondes d'arc. Utilisant ce résultat, il fut en mesure de déterminer plus précisément la distance de la Terre par rapport au Soleil, en fonction de la taille relative des orbites de Mars et de la Terre. Il remarqua que le bord du disque de Mars apparaissait flou en raison de son atmosphère, ce qui limita la précision qu'il pourrait obtenir pour calculer la position de la planète.
Les 16 et 17 août 1877, l'astronome américain Asaph Hall découvrit les deux lunes de Mars en utilisant le télescope de 660 mm de l'observatoire naval des États-Unis, la plus grande lunette astronomique du monde à cette époque. Le nom des deux satellites, Phobos et Déimos, furent choisis par Hall sur une suggestion de Henry George Madan, un professeur de sciences de l'Eton College, en Angleterre.

## Les canaux martiens
Durant l'opposition de 1877, l'astronome italien Giovanni Schiaparelli utilisa une lunette de 220 mm pour dresser la première carte détaillée de la planète Mars. Cette carte comportait notamment des formations appelées canali, qui se révélèrent être des illusions d'optiques quelques années après. Ces canali avaient la forme de longues lignes droites sur la surface de la planète et étaient nommées par Schiaparelli avec le nom de célèbres cours d'eau Terrestres. Le terme canali fut populairement traduit en anglais par canaux,. En 1886, l'astronome anglais William F. Denning remarqua que ces canaux étaient de nature irrégulière et présentaient des concentrations et des interruptions. Et en 1895, l'astronome anglais Edward Maunder acquit la certitude que ces lignes n'étaient que les sommes de plusieurs petits détails et non pas des formations distinctes.
Dans son ouvrage de 1892, La planète Mars et ses conditions d'habitabilité, Camille Flammarion écrit à propos de la ressemblance entre ces canaux martiens et les canaux artificiels construits par l'Homme. Il suggère que ces canaux furent bâtis par une espèce intelligente plus avancée que l'humanité dans le but de survivre à l'aridité de la planète rouge.

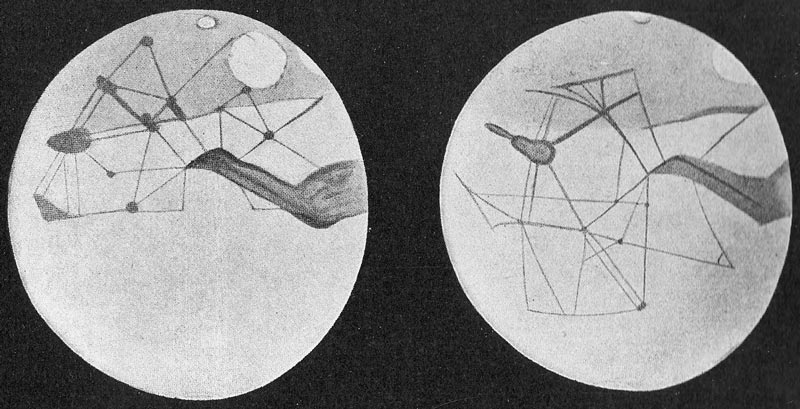
Dessin du globe martien réalisé par Percival Lowell entre 1894 et 1914 représentant les fameux canaux martiens, canaux qui se révélèrent être des illusions d'optiques.

Influencé par les observations de Schiaparelli, l'astronome américain Percival Lowell fonda en 1894 l'observatoire Lowell, doté de télescopes de 300 mm et 450 mm. L'observatoire fut utilisé pour l'observation de Mars lors de la dernière bonne opportunité en 1894 puis lors des oppositions suivantes, moins favorables. Lowell publia divers livres sur Mars et sur la vie martienne qui eurent une grande influence sur le public. Les canali furent observés par d'autres astronomes, notamment par les français Henri Joseph Perrotin et Louis Thollon qui utilisèrent la lunette de 380 mm de l'observatoire de Nice, l'un des plus grands télescopes de son temps,.
À partir de 1901, l'astronome américain Andrew E. Douglass tenta de photographier ces fameux canaux martiens. Ses efforts semblèrent se concrétiser lorsque l'astronome Carl Lampland réalisa des photographies des supposés canaux en 1905. Bien que ces résultats rencontrèrent un accueil favorable, ils devinrent contestés par l'astronome grec Eugène Antoniadi, par le naturaliste britannique Alfred Russel Wallace et par d'autres scientifiques convaincus que ces canaux n'étaient que des illusions d'optique,. Plus les télescopes devenaient précis et perfectionnés, plus les canali observés étaient tordus et petits. Lorsque Camille Flammarion observa la planète rouge en 1909 à l'aide d'un télescope de 840 mm, il distingua des motifs irréguliers à la surface mais ne distingua aucun canali.
| |  | |
| Carte de Mars dessinée par Giovanni Schiaparelli parue dans le Meyers Konversations-Lexikon en 1890. |  | Carte de Mars reconstituée à partir des mesures de Mars Global Surveyor (MOLA) et des observations de Viking. |

## Précision des paramètres planétaires (1870 - 1950)

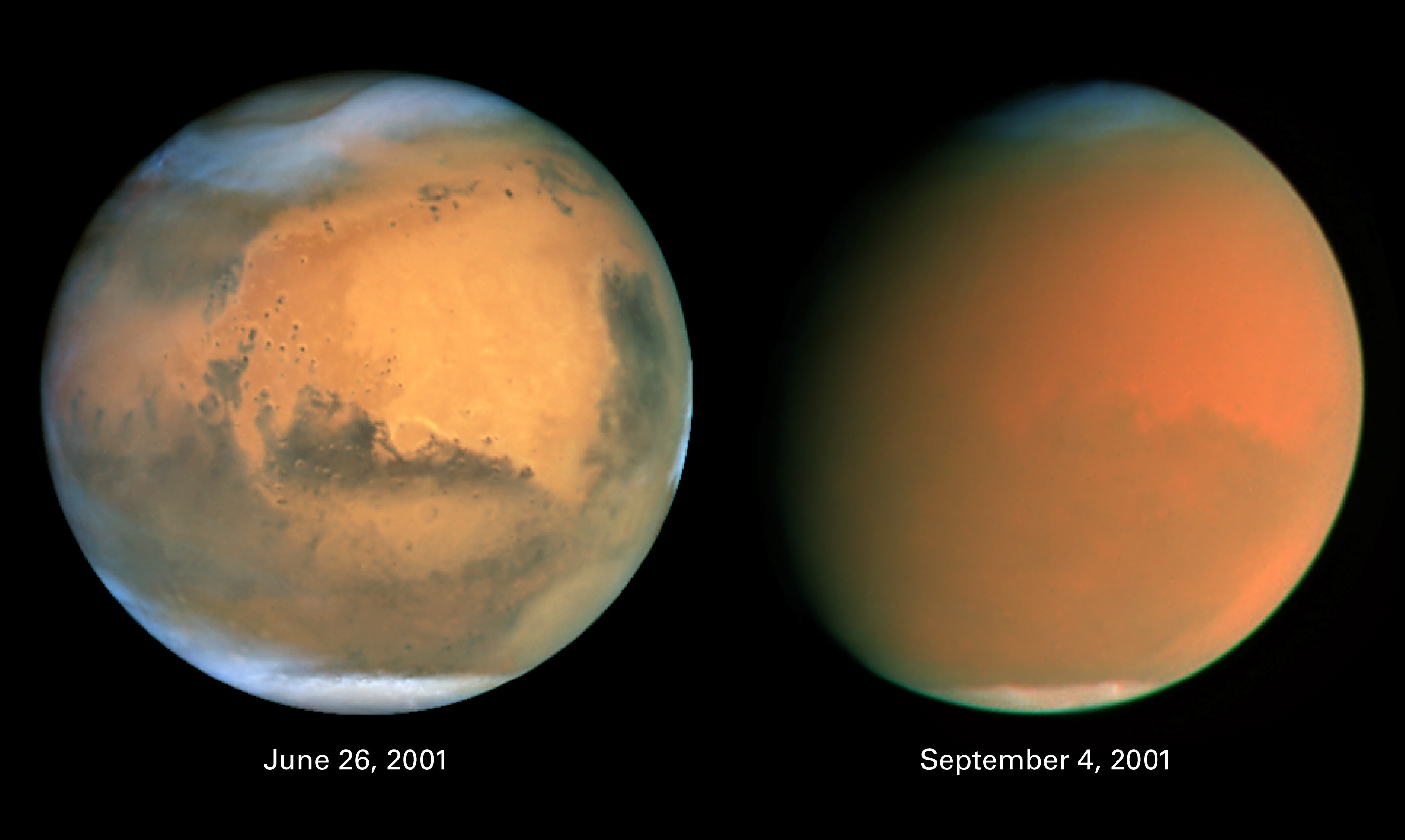
Sur l'image de gauche, de fins nuages martiens sont visibles près des régions polaires. Sur l'image de droite, la surface de Mars est masquée par une gigantesque tempête de sable. Clichés pris par le télescope spatial Hubble en 2001.

L'obscurcissement de la surface causée par des « nuages jaunes » a été remarqué dès les années 1870, lorsque ces derniers furent observés par Giovanni Schiaparelli. La présence de ces nuages fut aussi observée lors des oppositions de 1892 et 1907. En 1909, Eugène Antoniadi nota que la présence de nuages jaunes était associée à l'obscurcissement de l'albédo de la surface. Il découvrit que Mars apparaît plus jaune durant les oppositions, lorsque la planète est le plus proche du Soleil et reçoit le plus d'énergie, et suggèra que ces nuages sont causés par de la poussière martienne soulevée par le vent,.
En 1894, l'astronome américain William W. Campbell constata que le spectre de Mars était identique à celui de la Lune, jetant le doute sur la théorie naissante de la similitude entre l'atmosphère de Mars et celle de la Terre. Les précédentes détections d'eau dans l’atmosphère martienne furent expliquées par des conditions défavorables et Campbell considéra que la signature de l'eau était entièrement imputable à l’atmosphère terrestre. Bien qu'il fût d'accord sur le fait que les calottes glaciaires indiquaient qu'il y avait de l'eau dans l'atmosphère, la faible taille de ces calottes lui semblait incompatible avec une quantité de vapeur d'eau suffisante pour être détectable depuis la Terre. À l'époque, ces résultats furent controversés et critiqués par la communauté astronomique internationale, mais en 1925, ils furent confirmés par l'astronome américain Walter S. Adams.
L'astronome germano-balte Hermann Struve utilisa les changements observés dans les orbites des lunes martiennes pour déterminer l'influence gravitationnelle de la forme de la planète. En 1895, il utilisa ces données pour estimer que le diamètre équatorial de Mars est 1/190 plus grand que son diamètre polaire,. En 1911, il précisa la valeur à 1/192. Ce résultat fut confirmé par le météorologiste américain Edgar W. Woolard en 1944.
En utilisant un thermocouple fixé au télescope Hooker de 2,54 m de l'observatoire du Mont Wilson, les astronomes américains Seth Barnes Nicholson et Edison Pettit furent capables, en 1924, de mesurer l'énergie thermique rayonnée par la surface de Mars. Ils déterminèrent que la température variait de −68 °C au pôle jusqu'à 7 °C au centre du disque (correspondant à l'équateur). À partir de la même année, le physicien américain William Coblentz et l'astronome américain Carl Lampland débutèrent des mesures de la radiométrie de Mars. Les résultats montrèrent notamment que la température nocturne de la planète chutait à −85 °C, indiquant une « énorme fluctuation journalière » des températures. La température des nuages martiens fut mesurée à −30 °C. En 1926, en mesurant les lignes spectrales décalées vers le rouge par les mouvements orbitaux de Mars et de la Terre, l'astronome américain Walter S. Adams fut capable de mesurer directement la quantité d'oxygène et de vapeur d'eau présente dans l'atmosphère de Mars. Il nota que des « conditions extrêmement désertiques » prévalaient sur la planète. En 1934, Adams et l'astronome américain Theodore Dunham, Jr. trouvèrent que pour une surface égale, la quantité d'oxygène présente dans l'atmosphère martienne était cent fois inférieure à la quantité trouvée dans l'atmosphère terrestre.
En 1927, le Néerlandais Cyprianus Annius van den Bosch détermina la masse de la planète Mars en analysant le mouvement des deux lunes, avec une précision de 0,2 %. Ce résultat fut confirmé par le physicien Willem de Sitter en 1938. En utilisant les observations de l'astéroïde géocroiseur Éros, l'astronome germano-américain Eugene Rabe fut en mesure de déterminer indépendamment la masse de Mars, ainsi que celle d'autres planètes du Système solaire interne en fonction des perturbations gravitationnelles causées à l’astéroïde. Il estima sa marge d'erreur à 0,05 %, mais des vérifications ultérieures montrèrent que cette technique obtenait des résultats médiocres en comparaison d'autres méthodes.
Au cours des années 1920, l'astronome français Bernard Lyot utilisa un polarimètre pour étudier les propriétés de la surface de la Lune et des planètes. En 1929, en constatant que la lumière polarisée émise depuis la surface martienne était très similaire à celle émise par la surface de la Lune, il suggéra que ces observations pouvaient s'expliquer par la présence de gel, ou même d'une éventuelle végétation. En se fondant sur la quantité de lumière solaire diffusée par l'atmosphère martienne, il détermina que cette dernière n'était que d'au maximum 1/15 de l'épaisseur de l'atmosphère terrestre. Avec une telle épaisseur, la pression à la surface ne peut excéder 2,4 kPa (24 mbar). En utilisant la spectrométrie infrarouge, l'astronome néerlandais et américain Gerard Kuiper détecta du dioxyde de carbone dans l'atmosphère de la planète rouge. Il fut capable d'estimer que pour une surface égale, la quantité de dioxyde de carbone présente dans l’atmosphère martienne était deux fois supérieure à celle présente dans l’atmosphère terrestre. Cependant, Kuiper ayant surestimé la pression à la surface de Mars, il conclut à tort que les calottes glaciaires ne pouvait être composées de dioxyde de carbone gelé. En 1948, le météorologiste américain Seymour Hess détermina que la formation des fins nuages martiens ne nécessitait que 4 mm de précipitations et d'une pression de vapeur saturante de 0,1 kPa (1 mbar).
La première nomenclature standard des formations d’albédo fut introduite en 1960 par l'Union astronomique internationale (UAI) quand l'organisation adopta 128 noms issus de la carte nommée La Planète Mars, dessinée par Eugène Antoniadi en 1929. Un groupe de travail pour la nomenclature du système planétaire fut fondé en 1973 afin de standardiser les conventions de nommage pour Mars et les autres corps célestes.

## L'ère de la télédétection (depuis 1950)

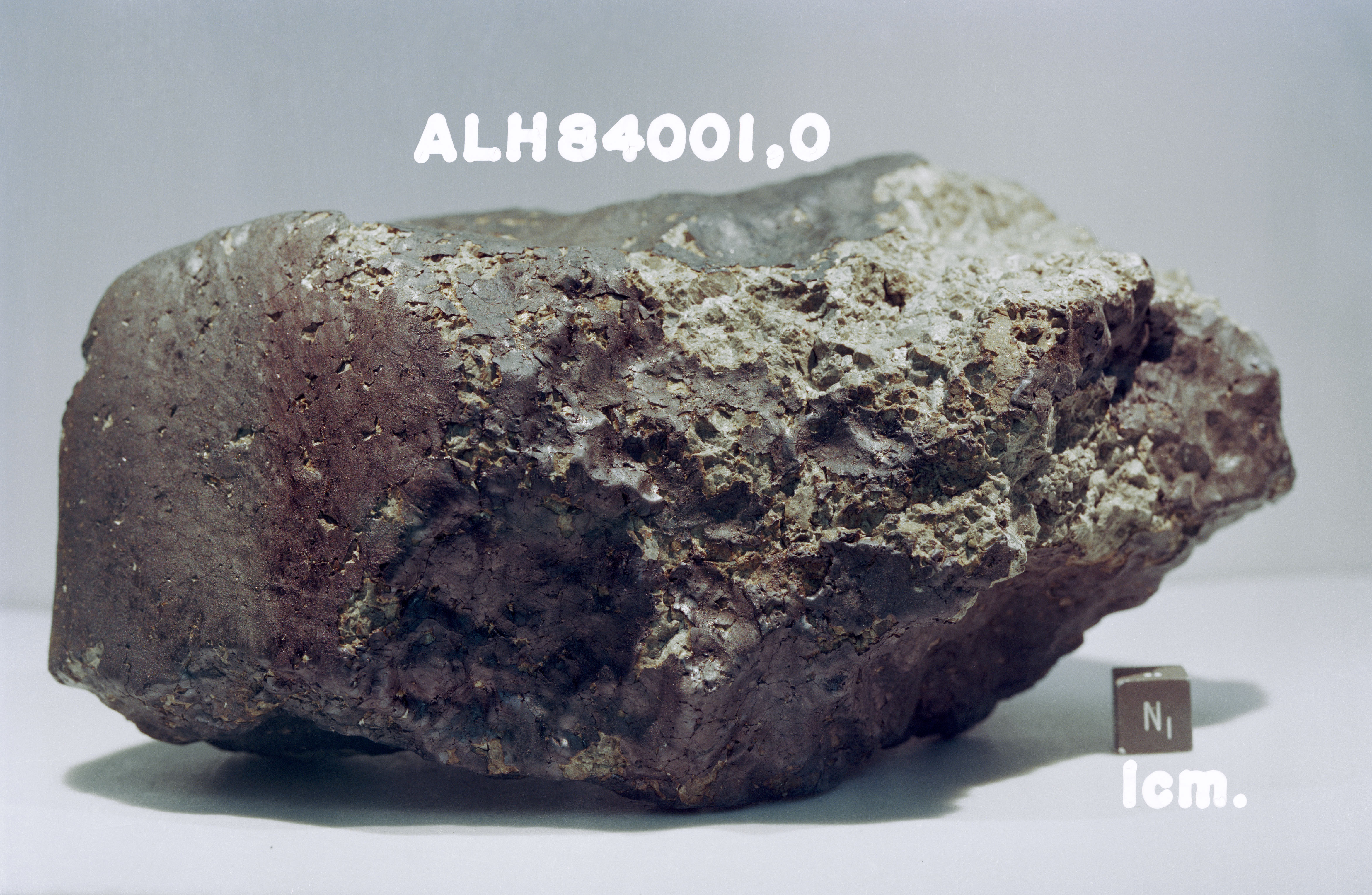
Photographie de la météorite « potentiellement » martienne ALH 84001 tombée en Antarctique il y a 13000 ans et découverte en 1984.

L'International Planetary Patrol Program (« Programme International de Patrouille Planétaire ») fut formé en 1969 par la NASA afin de coordonner la collecte ininterrompue d'images et d'observations des surfaces des planètes. Le programme se concentra notamment sur l'observation des tempêtes de poussière sévissant sur Mars. Les images ainsi obtenues permirent aux scientifiques d'étudier les modèles saisonniers de la planète et de remarquer que les tempêtes de poussière martiennes étaient plus fréquentes lorsque Mars était proche du Soleil.
Depuis les années 1960, de nombreux véhicules spatiaux furent envoyés pour explorer Mars sous tous ses aspects, depuis la surface ou l'orbite de la planète. En sus à cette analyse in situ, de nombreux télescopes situés sur le sol ou en orbite autour de la Terre pratiquent la télédétection dans de larges gammes du spectre électromagnétique. Cette télédétection comprend l'observation infrarouge, pour déterminer la composition de la surface, l'observation dans l'ultraviolet pour observer la composition atmosphérique,, et les mesures radio pour déterminer la vitesse du vent.
Le télescope spatial Hubble a été utilisé pour effectuer des études systématiques de Mars et a réalisé les photos de Mars de plus grande résolution jamais prises depuis la Terre. Ce télescope peut prendre des photos utiles de la planète quand il est à une distance angulaire d'au moins 50° du Soleil. Hubble peut prendre des clichés d'un hémisphère, ce qui donne une vue globale du système météorologique. Les télescopes équipés de capteurs photographiques situés sur la terre ferme peuvent aussi prendre des photographies utiles de Mars, permettant un suivi régulier des conditions météorologiques de la planète lors des oppositions.
Les émissions de rayons X depuis la planète Mars furent observées en premier en 2001 grâce au télescope spatial Chandra et en 2003, il a été montré que ces rayons X étaient divisés en deux composantes. La première composante étant issue des rayons X produits par le Soleil et diffusés par la couche supérieure de l’atmosphère de Mars. La seconde provenant des interactions entre les ions et donnant lieu à des échanges de charges. L'émission de cette dernière composante fut observée portant jusqu'à huit fois le rayon de la planète par l'observatoire spatial XMM-Newton.
En 1983, l'analyse de 3 types de météorites (shergottites, nakhlites et chassignites, rassemblées dans le groupe SNC) montra qu'elles étaient originaires de Mars. La météorite Allan Hills 84001, découverte en Antarctique en 1984, est supposée provenir de Mars mais possède une composition entièrement différente de celles du groupe SNC. En 1996, il a été annoncé que cette météorite présentait une microscopique structure tubulaire que la NASA a identifié comme étant une bactérie martienne fossilisée. Cependant, cette découverte a été remise en question, des études suggérant que cette formation tubulaire était d'origine minérale, d'autres suggérant une possible contamination terrienne. L'analyse chimique des météorites martiennes trouvées sur Terre suggère que la température ambiante à la surface de la planète Mars est restée en dessous du point de congélation de l'eau (0 °C) une grande partie des quatre derniers milliards d'années, handicapant sérieusement le développement de toute forme de vie